# Contea di Pike (Georgia)
La contea di Pike (in inglese Pike County) è una contea dello Stato della Georgia, negli Stati Uniti. La popolazione al censimento del 2000 era di 13 688 abitanti. Il capoluogo di contea è Zebulon.
La contea prende il nome da Zebulon Pike, un eroe militare ed esploratore.